# Hermann Heiberg
Hermann Heiberg (født 17. november 1840 i byen Slesvig, død 16. februar 1910 sammesteds) var en tysk forfatter.
Efter at have besøgt gymnasiet i sin fødeby, lærte han boghandelen og overtog 19 år gammel sin faders forlagsboghandel, som han solgte 1870, da han bosatte sig i Berlin. Her virkede han som forretningsfører dels ved Norddeutsche Allgemeine Zeitung, dels ved Spenersche Zeitung, var en tid også knyttet til Preussische Bankanstalt, men fra 1880 levede han udelukkende som forfatter og vendte snart tilbage til sin fødeby. 
Hans første bog Plaudereien mit der Herzogin von Seeland (1881) vakte en opsigt, som ingen af hans senere bøger i tilsvarende grad nåede. Den blev 1883 oversat på dansk (af Viggo Petersen). I en ny tysk udgave har bogen fået titlen Aus den Papieren der Herzogin von Seeland. 
Senere skrev han en lang række romaner: Apotheker Heinrich, Eine vornehme Frau, Schulter an Schulter, Dunst auf der Tiefe, Zwei Frauen og så videre, men hans masseproduktion udslettede til sidst al ejendommelighed. Heibergs Gesammelte Werke udkom 1894—1896 (16 bind, Leipzig). 